# مایکل گراهام (خواننده)
مایکل گراهام (به انگلیسی: Michael Graham) (زاده ۱۵ اوت ۱۹۷۲) خوانندهٔ ایرلندی است.
او عضو گروه بوی‌زون است.